# Akut hotad
Akut hotad (CR) (engelska: Critically Endangered) är en term som används inom rödlistning av arter. En art som tillhör kategorin "akut hotad" löper mycket stor risk att dö ut i vilt tillstånd inom en mycket nära framtid.

## Lista med akut hotade arter
- Akut hotade arter